# Mira (Cock van der Palm)
Mira is een single van Cock van der Palm uit 1971. Het werd geschreven en geproduceerd door Jack de Nijs.
Het is een liefdeslied waarin een zeeman over zijn geliefde uit Madagaskar zingt. Hij ontmoette haar in een kleine bar bij de haven en verloor voorgoed zijn hart aan haar. In rood licht en op de achtergrond tangomuziek van gitaren zag ze eruit als een fee met rode haren.
Op de B-kant bezingt hij een andere vrouw, Bella Lucia. De single werd een hit in zowel Nederland als België en werd bekroond met een platina plaat.

## Hitnoteringen

### Nederland en België
| "Mira" in de Nederlandse Top 40 van 23-10-1971 t/m 1-1-1972 | "Mira" in de Nederlandse Top 40 van 23-10-1971 t/m 1-1-1972 | "Mira" in de Nederlandse Top 40 van 23-10-1971 t/m 1-1-1972 | "Mira" in de Nederlandse Top 40 van 23-10-1971 t/m 1-1-1972 | "Mira" in de Nederlandse Top 40 van 23-10-1971 t/m 1-1-1972 | "Mira" in de Nederlandse Top 40 van 23-10-1971 t/m 1-1-1972 | "Mira" in de Nederlandse Top 40 van 23-10-1971 t/m 1-1-1972 | "Mira" in de Nederlandse Top 40 van 23-10-1971 t/m 1-1-1972 | "Mira" in de Nederlandse Top 40 van 23-10-1971 t/m 1-1-1972 | "Mira" in de Nederlandse Top 40 van 23-10-1971 t/m 1-1-1972 | "Mira" in de Nederlandse Top 40 van 23-10-1971 t/m 1-1-1972 | "Mira" in de Nederlandse Top 40 van 23-10-1971 t/m 1-1-1972 | "Mira" in de Nederlandse Top 40 van 23-10-1971 t/m 1-1-1972 |
| Week                                                        | 1                                                           | 2                                                           | 3                                                           | 4                                                           | 5                                                           | 6                                                           | 7                                                           | 8                                                           | 9                                                           | 10                                                          | 11                                                          |                                                             |
| ----------------------------------------------------------- | ----------------------------------------------------------- | ----------------------------------------------------------- | ----------------------------------------------------------- | ----------------------------------------------------------- | ----------------------------------------------------------- | ----------------------------------------------------------- | ----------------------------------------------------------- | ----------------------------------------------------------- | ----------------------------------------------------------- | ----------------------------------------------------------- | ----------------------------------------------------------- | ----------------------------------------------------------- |
| Positie                                                     | 31                                                          | 19                                                          | 13                                                          | 12                                                          | 12                                                          | 14                                                          | 19                                                          | 21                                                          | 26                                                          | 32                                                          | 37                                                          | uit                                                         |

| "Mira" in de Daverende Dertig van 30-10-1971 t/m 11-12-1971 | "Mira" in de Daverende Dertig van 30-10-1971 t/m 11-12-1971 | "Mira" in de Daverende Dertig van 30-10-1971 t/m 11-12-1971 | "Mira" in de Daverende Dertig van 30-10-1971 t/m 11-12-1971 | "Mira" in de Daverende Dertig van 30-10-1971 t/m 11-12-1971 | "Mira" in de Daverende Dertig van 30-10-1971 t/m 11-12-1971 | "Mira" in de Daverende Dertig van 30-10-1971 t/m 11-12-1971 | "Mira" in de Daverende Dertig van 30-10-1971 t/m 11-12-1971 | "Mira" in de Daverende Dertig van 30-10-1971 t/m 11-12-1971 |
| Week                                                        | 1                                                           | 2                                                           | 3                                                           | 4                                                           | 5                                                           | 6                                                           | 7                                                           |                                                             |
| ----------------------------------------------------------- | ----------------------------------------------------------- | ----------------------------------------------------------- | ----------------------------------------------------------- | ----------------------------------------------------------- | ----------------------------------------------------------- | ----------------------------------------------------------- | ----------------------------------------------------------- | ----------------------------------------------------------- |
| Positie                                                     | 24                                                          | 18                                                          | 12                                                          | 10'                                                         | 12                                                          | 20                                                          | 28                                                          | uit                                                         |

| "Mira" in de Vlaamse Ultratop 30 van 4-12-1971 | "Mira" in de Vlaamse Ultratop 30 van 4-12-1971 | "Mira" in de Vlaamse Ultratop 30 van 4-12-1971 |
| Week                                           | 1                                              |                                                |
| ---------------------------------------------- | ---------------------------------------------- | ---------------------------------------------- |
| Positie                                        | 26                                             | uit                                            |